# Перт-энд-Кинросс
Перт-энд-Кинро́сс (англ. Perth and Kinross, гэльск. Peairt agus Ceann Rois) — один из 32 округов Шотландии. Граничит с округами Абердиншир, Ангус, Аргайл-энд-Бьют, Данди-Сити, Клакманнаншир, Стерлинг, Файф и Хайленд.

## География
Муниципальный округ Перт-энд-Кинросс находится в самом сердце Шотландии. Простираясь на территории площадью 5395 км², округ Перт-энд-Кинросс представляет собой край, включающий ландшафты Хайленда и Лоуленда. 
Для округа характерно разнообразное сочетание сельских поселений и посёлков городского типа — от основного населённого центра в Перте и небольших городов, таких как Блэргаури (Blairgowrie), Крифф (Crieff), Аберфелди (Aberfeldy), Кинросс (Kinross), Охтерардер (Auchterarder) и Питлохри (Pitlochry), до удалённых посёлков, как, например, Кинлох-Раннох (Kinloch Rannoch) на территории Хайленда (высокогорья).

### Населённые пункты
- Аберфелди (Aberfeldy)
- Данкелд (Dunkeld)
- Комри (Comrie)
- Крифф (Crieff)
- Охтерардер (Auchterarder)
- Перт (Perth)
- Питлохри (Pitlochry)

## Достопримечательности
- Озёра Лох-Раннох, Лох-Таммел, Лох-Тей
- Замки Метвен, Макдафф, Лохлевен.
- Национальный парк Лох-Ломонд-энд-те-Троссахс (частично на территории округа)